# Cynosa
Cynosa är ett släkte av spindlar. Cynosa ingår i familjen vargspindlar.
Kladogram enligt Catalogue of Life:
| Cynosa | \| \| Cynosa agedabiae \| \| \| \| \| \| Cynosa ramosa \| \| \| \| |
|        | \| \| Cynosa agedabiae \| \| \| \| \| \| Cynosa ramosa \| \| \| \| |
|        | Cynosa agedabiae                                                   |
|        |                                                                    |
|        | Cynosa ramosa                                                      |
|        |                                                                    |